# الأخطبوطي
الأخطبوطي (بالإنجليزية: Octopussy)‏ هو الفيلم الثالث عشر ضمن سلسلة أفلام جيمس بوند، والفيلم السادس الذي يلعب فيه روجر مور دور عميل MI6 جيمس بوند خرجه جون جلين وكتب السيناريو جورج ماكدونالد فريزر وريتشارد مايبوم ومايكل جي ويلسون .
عنوان الفيلم مأخوذ من قصة قصيرة في مجموعة القصص القصيرة لإيان فليمنج عام 1966 أوكتوبوسي وأضواء النهار الحية ، على الرغم من أن حبكة الفيلم أصلية في الغالب. ومع ذلك، فهي تحتوي على مشهد مقتبس من قصة فليمنج القصيرة "ملكية سيدة" (المضمنة في عام 1967 والإصدارات اللاحقة من أوكتوبوسي وأضواء النهار الحية ). تشكل أحداث القصة القصيرة "Octopussy" جزءًا من خلفية شخصية العنوان وترويها في الفيلم.
في أوكتوبوسي ، تم تكليف بوند بمهمة متابعة الجنرال السوفيتي المصاب بجنون العظمة ( ستيفن بيركوف ) الذي يسرق المجوهرات والأشياء الفنية من مستودع الكرملين الفني. يقود هذا بوند إلى الأمير الأفغاني الثري المنفي كمال خان ( لويس جوردان ) وشريكه أوكتوبوسي ( مود آدامز )، واكتشاف مؤامرة لفرض نزع السلاح في أوروبا الغربية باستخدام سلاح نووي.
تم إنتاج Octopussy بواسطة Albert R. Broccoli و Michael G. Wilson ؛ تم إصداره قبل أربعة أشهر من الفيلم غير التابع لـ Eon Bond لا تقل أبدًا مرة أخرى . حصل الفيلم على 187.5 مليون دولار مقابل ميزانيته البالغة 27.5 مليون دولار وتلقى آراء متباينة. تم توجيه الثناء نحو تسلسلات ومواقع العمل، مع استهداف الحبكة والفكاهة بالنقد؛ أثار تصوير مود آدامز لشخصية العنوان أيضًا ردودًا مستقطبة.

## وصلات خارجية
- الأخطبوطي على موقع IMDb (الإنجليزية)
- الأخطبوطي على موقع ميتاكريتيك (الإنجليزية)
- الأخطبوطي على موقع روتن توميتوز (الإنجليزية)
- الأخطبوطي على موقع نتفليكس (الإنجليزية)
- الأخطبوطي على موقع قاعدة بيانات الأفلام العربية
- الأخطبوطي على موقع ألو سيني (الفرنسية)
- الأخطبوطي على موقع Turner Classic Movies (الإنجليزية)
- الأخطبوطي على موقع أول موفي (الإنجليزية)
- الأخطبوطي على موقع بوكس أوفيس موجو (الإنجليزية)
- الأخطبوطي على موقع فيلمافينيتي (الإسبانية)
- الأخطبوطي على موقع أول موفي.
- MGM's official Octopussy website